# 上党战役
上党战役又稱長治戰役，发生于1945年中华民国山西省上党地区境内，是抗日战争结束之际中国战区受降仪式后中國國民黨、中國共產黨两党发生的首次大规模战役，是1945年国共冲突的一部分，成为第二次国共内战的序曲。
该战役由中共发动，且发生于重庆谈判期间，意在打擊國民黨領導的國民政府，增加共產黨的談判筹码。这次战役歼灭了国民政府地方实力派之一阎锡山所属的晋军11个师的部队，使得阎锡山在第二次国共内战中未能对中共发动攻势，并且不得不借助中央军守卫山西。

## 战役准备
1945年8月中旬抗战胜利，日军向国民政府投降，第二戰區司令長官阎锡山秉承蔣介石的意旨，命令晋军第八集团军副总司令第十九軍軍長史澤波率第十九軍、第六十一軍各一部和由山西偽軍改编的“山西省防军”一部，共计5个师1.7萬人从临汾、浮山东张村、翼城一带出发，分左右两路纵队，开往上党地区接受日伪军投降。8月21日占八路軍從日軍手中收复的长子县城，在石哲镇挺进第二纵队白映蟾部与八路军太行四分区石志坚部遭遇战交火，暂69师周建祉部抵达長治城。8月22日，白映蟾部留守长子县城，挺进第六纵队徐其昌部占屯留县城；其余主力部队进入長治城并布防：69师负责东城，68师负责西城，暂37师负责南城，保安五团，九团负责北城。暂37师抽调两个营进占壶关和潞城。襄垣和潞城时有八路军地方部队驻守。8月25日，第二战区司令长官部少将参事翟品三率汾东一支队（队长孙士林）和收编的伪襄垣警备队（队长李黑马）、伪屯留警备队（队长常建有）、阎军挺进第六纵队干训队（营长武云标）等千余人，由屯留出发，进攻襄垣，史泽波派收编的伪长治警备队入夏店镇以为策应。翟品三后任襄垣解救军总指挥。史部在上党地区共收编伪军3000余人。上党地区位于晋冀鲁豫根据地的太行区与太岳区之间，态势孤立。史澤波率軍部及3個師駐守長治，其余部隊和地方部隊守衛襄垣、長子、屯留、潞城、壺關等縣，企圖依托长治周围這六個據點佔領整個晉東南。
根据刘伯承（1943年9月离开太行赴延安参加整风）、邓小平（1945年6月11日离开太行赴延安出席中共七届一中全会）、滕代远8月10日从延安发来的电报，8月11日太行八路军部队主力集结。8月12日“对本区周围日、伪军发出通牒，限令立即停止抵抗，缴出全部武器，命令伪军立即反正听候编遣。”8月17日刘伯承、邓小平、滕代远从延安致电晋冀鲁豫八路军的李达、谢富治，对阎军的进攻做出回应并指示：立即调整兵力部署。李达命令八路军部队暂停前往接受日伪军控制的城市，而要准备消灭沁县、段村（即武乡的新县城）之敌，争取控制白晋线一段，给阻击阎军北上的兄弟部队以有力的保障。李达深感责任重大，致电在延安的刘、邓：“组织与指挥强大野战军，急需主要干部，请带陈锡联、徐深吉等同志乘飞机回太行。”8月19日，太行四分区组建石志本支队（32、46、52团，由上党各县独立营编成，官兵均为上党当地人，1945年10月编为晋冀鲁豫六纵第17旅）收复潞城后围困长冶。为了加强集中领导，8月20日中共中央决定成立晋冀鲁豫中央局，以邓小平为书记、薄一波为副书记；成立晋冀鲁豫军区，以刘伯承为司令员、邓小平为政治委员，李达为参谋长。8月21日八路军收复襄垣。8月22日12时，刘邓电示李达和谢富治、（太岳军区司令员）王新亭：“李达部应立即行动,消灭阎顽东进部队,求得适时夺取长治。太行、太岳两区对顽军可能到达地区之游击战争及侦察必须加强。”当晚,李达带领部队攻入沁县城。避开了由长治北撤的全部日军，转而围攻段村。中共利用與美軍觀察組的關係，用美军运输机將八路军晋冀鲁豫军区司令员刘伯承、政委邓小平、副司令员滕代远、副政委薄一波、政治部主任张际春，以及林彪、陈毅等共计24名党政军高级干部，於8月25日从延安送到山西省黎城县长凝简易机场。刘伯承一到晋冀鲁豫军区司令部就说：“当前最急迫的任务是快集中分散作战的部队。要看谁集中得快。集中起来了，形成拳头了就是胜利。”为了集中兵力，将太行、太岳、冀南、冀鲁豫军区分散在各分区的主力团编为全局机动作战的四个野战纵队：
- 太行纵队司令员李达，副司令员陈锡联。
- 冀南纵队司令员陈再道，副司令员杜义德。
- 太岳纵队司令员兼政委陈赓，副司令员王新亭。
- 此外太行军区的韦杰支队、石志本支队和5个县独立营参加作战。
- 为了保证战役的胜利，地方党政机关，各专区、县，均组成后方指挥所，参战民兵和自卫队达五万人以上。

25日，晋冀鲁豫军区主力从祁县子洪口一带（原计划配合晋绥军区接收日伪控制的太原）返回上党。8月25日，八路军从日伪军手里收复武乡县城。8月25日中共中央发表《对目前时局宣言》，提出：“在全中国和全世界，一个新的时期，和平建设的时期，已经来临了。” 要求重庆国民政府实施若干紧急措施，包括： “( 一) 承认中国解放区的民选政府和抗日军队，撤退包围与进攻解放区的军队，以便立即实现和平，避免内战。”“( 二) 划定八路军、新四军及华南抗日纵队接受日军投降的地区，并给与他们以参加处置日本的一切工作的权利，以昭公允。”“( 六) 立即召开各党派和无党派代表人物的会议，商讨抗战结束后的各项重大问题，制定民主的施政纲领，结束训政，成立举国一致的民主的联合政府，并筹备自由无拘束的普选的国民大会。”
8月26日，中共中央军委在关于各地军事部署的指示中，要求太行军区应即集结主力，“收复上党全区，采取一切有效手段彻底消灭伪顽，逼敌投降”。
8月28日，毛泽东飞抵重庆，一下飞机就向记者分发一篇书面谈话：“现在抗日战争已经胜利结束，中国即将进入和平建设时期，当前时机极为重要。目前最迫切者，为保证国内和平，实施民主政治，巩固国共团结。” 
8月29日，由刘伯承、邓小平、滕代远、薄一波、张际春签署给中共中央的报告，提出晋冀鲁豫全局的战略部署。这个报告得到中共中央的批准。
8月31日中共中央军委再度指示刘伯承和邓小平，“阎部一万六千占我长治周围六城，乃心腹之患，必须坚决彻底全部歼灭之。”
据此，刘邓部署了对上党地区作战行动，準備收復該地區的這六城。集结太行军区主力、太岳陈赓部及冀南军区一部、西北民主联军第17师等，共约2.8万人发动了上党战役。
晋军参战番号：
- 第八集团军副总司令第十九軍軍長史澤波（王靖国的铁军组织的“二十八宿”之一）、督导主任赵连登，共1.8万人：
  - 第六十一军第69师周建祉
  - 第十九军
    - 暂编第37师：是史澤波的起家部队。师长杨文彩
    - 第68师郭天辛

  - 挺进第二纵队：白映瞻（蟾）。进驻长子县。连同长子县地方保安团队，共约2100人。
  - 挺进第六纵队：徐其昌。进驻屯留县。徐其昌为屯留防守司令，贾汉玉为副司令。参谋主任梁凯清、杨青云。收编的伪军编为独立营，营长周义成。
  - 第5专署：专员续汝揖
    - 保安第5团
    - 保安第9团

  - 汾东第一支队：伪军收编。支队长孙士林。8月16日下午动员。8月17日出发。
  - 汾东第二支队
  - 各县爱乡团
- 第七集团军副总司令彭毓斌率援军8个师2万人驰援长治：
  - 第二十三军军长许鸿林，辖3个师
    - 第46师师长郭溶

  - 第八十三军军长孙福麟。辖3个师（欠2个团）
    - 第66师师长李佩膺
    - 暂编第49师师长张宏
    - 暂编第50师

  - 山西省防军第三军：伪军改编。司令杨诚。共2个师4个团。
  - 副总指挥兼炮兵司令胡三余 2个炮兵团（炮23团团长侯殿戚）24门山炮

八路军晋冀鲁豫军区参战兵力：
- 太行1.8万人：9个团组成。李达为司令员，陈锡联为副司令员。副政委彭涛。
  - 第一支队（又称韦杰支队）。辖5分区5团、48团和6分区41团。1945年10月编为六纵第16师及第46团（原344旅688团、新一旅第1团、被称为“老一团”）、第47团（新10旅第29团、6分区41团）、第48团（太行5分区磁武邯独立团、5分区48团）和第18旅第54团（老五团）。旅长韦杰，政委张国传
  - 第二支队（又称石志本支队，支队长曾绍山。支队长石志本，政委于一川，参谋长韩卫民。1945年10月15日，石支队转隶新组建的晋冀鲁豫野战军第六纵队为第17旅，石志本任旅长，何柱成任政委。
    - 第32团：为太行四分区（长治、平顺、黎城、壶关、潞城5个县）基干团。副团长苟在合
    - 第46团：黎城县独立营、壶关县独立营组建。
    - 第52团：潞城县独立营和平顺县独立营组建。

  - 第三支队 支队长郑国仲、政委秦传厚
    - 第13团（原三八五旅十三团）团长张以成
    - 第14团（原三八五旅十四团）团长于维坤
    - 朱德警卫团
    - 第30团（原一二九师新十旅三十团）

  - 第四支队 支队长马忠全，政委赵兰田，副政委周维
    - 第769团 团长李德生
    - 第31团（第一二九师新11旅31团，即秦赖支队）团长童国贵
    - 第34团（一二九师特务团） 团长蒋克诚
    - 第51团：辉嘉独立团改编。团长徐俭业

  - 第五支队（又称秦基伟向守志支队）编为六纵第18旅。
  - 第六支队（张力雄、刘聚奎从豫西撤回的河南军区第二军分区部队）
- 太岳7千人：6个团组成。陈赓为司令员，谢富治为政委，副司令员王近山
  - 第386旅 旅长刘忠，政委张祖谅
    - 第772团：为太岳唯一的三营制的甲种团。被称作“二团”。
    - 第20团 团长楚大明
    - 第21团/士敏独立团？被称作“独立团”。

  - 决死第1旅 旅长李成芳，副旅长黎锡福
    - 第25团
    - 第38团
    - 第57团：原为山西新军政卫第213旅。1939年十二月事变后，部队遭受极大损失，仅存1300余人。1945年5月为乙种团，辖2个步兵营6个步兵连，1个机炮连，1个特务连；教导连及卫生连筹建中。团长陈兴建，政委朱佩瑄，副团长杨秀全，参谋长刘增业，政治处主任范戈。

  - 沁水县独立团
- 冀南6.5千人：5个团组成。陈再道为司令员，杜义德为副司令员
- 太行军区，司令员秦基伟，辖县以下地方部队与民兵
- 太岳军区，司令员王新亭

共3.15万人，仅有6门山炮，平均每支步枪仅有子弹4发。另有5万民兵助战、抬担架支前。晋冀鲁豫发动规模空前的参军参战运动，仅仅太行区从8月15日到8月底半个月内就扩充了新战士两万五千多名。

## 战役过程
8月27日，李达指挥太行八路军（第385旅第14团、决死第9团、第769团、西北民主联军第17师教导队、襄垣县的独立营、各区游击队）包围襄垣县外围，标志着上党战役正式开始；9月1日午夜，八路军从晋军手里奇袭、夺取了襄垣县城，毙350人，俘长官部少将参事兼“襄垣解救军”总指挥翟品山、汾东一支队队长孙士林、阎系襄垣县县长闻家言、襄垣县县长张公度、警备队队长李黑马以下450人。暂68师郭天辛率一个团救援，至屯留县常村得知襄垣被攻克遂撤回。
8月28日中央军委复电晋冀鲁豫军区：“26日电悉。集中太行、太岳优势兵力，首先消灭阎进入长治部队。”彭德怀代中央军委于8月31日复电刘、邓：“阎部1.6万人占我长治周围6城，乃心腹之患，必须坚决彻底消灭之。惟诸城堡坚垒密，须有充分准备，切不可草率，进攻时宜选择一两个土城各个击破，不宜6城同时攻击。如攻而不克，可围攻打援：究应如何打法，请你们详加考虑，我们意见仅供参考。”
8月30日，阎锡山抵达太原，立即与日军驻山西的第一军协商，由第一军命令山西各地的日军就地待命，不准向八路军缴械，等候阎军接收。同时，阎锡山命令山西省长王骧通知各区县保安团、警备队等武装“一切照常办理，不得消极”。随后阎锡山把山西各地的部队收编为“山西省防军”5万余人：
- 第一军：军长赵世铃，统辖太原附近的山西军
- 第二军：军长赵瑞（原为阎军骑1师师长，投敌后任华北绥靖军第12集团司令）。统辖山西保安直属大队和雁门道、河东道保安队。1946年1月改编为暂编第8独立总队。
- 第三军：军长杨诚（原为阎军骑4师师长，投敌后任华北绥靖军第13集团司令）。统辖华北绥靖军第十二、十三集团和上党保安队。
- 第四军：军长王乾元。统辖冀宁道保安队和太原急进建设团。
- 第五军：军长韩步洲。统辖大同和晋北一带的山西军。
- 暂编第十独立总队：以在太原的日军官兵约3000人改编。总队长为日军第一一四师团长三浦三郎中将。

9月1日，太行纵队及西北民主联军第17师向襄垣城发起总攻，激战4小时，于午夜1时结束战斗，共毙敌350余人，俘少将参事、襄垣总指挥翟大昌以下450余人。随后，刘伯承、
等首长在襄垣寅畏堂召开紧急军事会议，确定了夺城打援的军事计划。 
9月7日，刘伯承与邓小平下达了《晋冀鲁豫军区作战字第一号命令》。
9月10日，八路军晋冀鲁豫军区出动太行、太岳、冀南3个纵队全面投入交战；陈锡联指挥太行纵队攻坚屯留县城，企图吸引长治守军来援。太岳、冀南两纵队埋伏于长治至屯留的公路两侧，准备歼击长治援兵；太行纵队两个团及地方武装一部，隐蔽于长治东北老顶山，准备尾击长治之敌；其余长子、潞城、壶关等城，则命令其它部队分别监视，并担任打击、消灭由各城出援之敌。攻城战至11日中午，守军暂编第38师师长率少数突围逃亡；长治守军第68师郭天辛部2次出援屯留，但冀南纵队第25团作战心切，援军刚出长治不远就过早接触，援军当即退回长治城。打援无望后，9月12日，八路军攻克屯留。
9月13日，陈、谢指挥太岳386旅配属第38团围攻长子县城；当日，772团在城外的制高点北高庙接火，战斗进行得很艰苦，772团连攻4次都未能奏效，团长周学义改变战术，乘夜迂回敌侧背，出其不意全歼守敌，遂强占了北关；同时，20团经过5个小时的激战，也攻下了西关。以太行、冀南两纵队伏于长治与长子公路以北，以太行、太岳4个独立营组成第二支队伏于公路以南，试图再次引长治之敌出援，但此时史泽波已害怕被歼，不敢出援。刘、邓转而采取分兵加速夺取长治外围各城，以孤立其核心城市的方针。
- 9月16日陈再道指挥冀南部队攻潞城县城，9月17日攻克。
- 9月18日19时太岳386旅坑道爆破炸掉了长子西门城楼。772团攻打北关，20团、38团攻打西关，士敏团佯攻东门。18日19点向长子城发起总攻，战至19日凌晨战斗结束，毙500余人，俘虏挺进第二纵队司令白映瞻以下1500余人。
- 9月18日太行石支队攻壶关县城，9月19日攻克，歼敌一个团。

截至9月20日，八路军攻克4座县城，歼灭6100余人，自身伤亡2千人。第八集团军副总司令第十九軍軍長史澤波部困守长治孤城待援。阎锡山得知长治被围，一方面给史泽波鼓气，告其“上党必争，潞安必守，援军必到，叛军必败”，另一方面从太原城内抽调第二十三军、第八十三军共8个师20000余人乘火车在祁县集结，9月15日出发前往上党地区解围。阎锡山最初选中第七集团军总司令赵承绶带兵增援，后改为脚伤未愈的第七集团军副总司令彭毓斌率援军驰援长治。27日到达沁县。途中连日暴雨，山洪暴发，白晋线铁路桥梁被冲毁多处，彭毓斌部只能徒步行军，给养不继，又受到八路军地方部队和民兵的不停袭扰，未及投入战斗就已经疲惫不堪。“一百余公里之途程，耗时竟达十二天之久。继续南下，又经六天，行四五十公里……”
9月20日，刘邓发出《晋冀鲁豫作战字第五号命令》：“我已完成上党战役之初步任务，攻占襄、屯、壶、潞、长五城及其附近之据点，消灭上党区山西军兵力三分之一以上，使长治山西军完全陷入孤立无援的层层包围中。现城内及城郊共有山西军九千人，但其主力部队仅五千余人，粮弹被服均无法补给，士气低落。现该敌正日夜赶筑城内外工事，企图作最后挣扎。我决定以勇猛迅捷之作战夺取长治城，各部队应于二十三日前对敌情、地形进行周密侦察，首先消灭长治城外围之据点，二十四日二十二时开始正式攻城。”刘邓亲临太岳纵队指挥所听取陈赓的汇报，把由北关攻占长治城的任务交给了太岳纵队。在部署攻占长治北关战斗时，陈赓司令员考虑到决一旅在上阶段作战中，由于援敌没有出动，轮了空，指战员求战心切，决定把这次主攻任务交给决一旅，并将指挥所设于北关以北五六里处。按照陈赓的布置，9月21日，李成芳带领二十五团和五十七团星夜奔袭长治北关，击敌于不备，一举得手占领了北关。陈赓考虑到在长治其他三个城关均未占领的情况下，北关的争夺必然激烈，要求李成芳充分准备、坚决击退敌人，“在敌人气势汹汹面前，我们一定不能软，稍一软，敌人的攻击就会嚣张”“先以火力杀伤，再出兵追击”，特别强调了在火力杀伤时，要用手榴弹造成一片火海。为固守长治，守军反复向北关出击，而且一次比一次猛烈。李成芳指挥部队进行反击，最终守住了北关。
八路军从长治城东南、西南、西北三面相继攻克城关等多处外围据点。有意留下北门，迫使敌人由北门出逃，以便在野战中歼灭之。9月24日晚开始攻城前，刘邓得知“太原方向出动的阎军三个师7000人，正沿白晋线南下，已到达子洪镇以南，有增援长治模样”。9月26日刘邓召集三陈（陈赓、陈锡联、陈再道）商议，决定在常隆、上村镇一带共2万余人布下钳形口袋，准备歼灭来援之敌：
- 陈赓指挥的太岳主力（第386旅、太行第三支队）为左翼
- 李达、陈锡联指挥的太行主力（太行第二支队欠第30团、第四支队、原在白晋铁路监视国军的西北民主联军第17师）为右翼
- 第30团为独立支队，负责抄援军的后路。陈赓指挥386旅及太行三支队，30团为独立支队
- 陈再道指挥冀南纵队、太岳决死第1旅全部、石本志支队共1万余人继续攻长治城，吸引敌人来援。刘伯承对陈再道说： “长治这块骨头先不啃它，咱们先吃掉眼前这块肥肉。”

9月28日刘邓签发《晋冀鲁豫作战字第七号命令》通报：“阎山西八十三军三个师约7000人，于9月27日到达沁州，其先头部队四个团，于9月28日12时已进抵新店（沁州东南35里）；另一股约千人，9月28日晨尚在南里村（沁州西南20余里）一带，估计该敌将继续驰援长治被困之敌军”。随后，刘邓又接情报：“援军除八十三军三个师外，还有改编之山西军杨诚部（山西省防军第三军）两个师南援长治，加上留在沁州的山西军千余，共约一万两千余人”，
不料，援军于9月30日离开白晋铁路线，沿虒亭-屯留公路前进。刘、邓立即改变计划，将打援部队主力向虒屯公路两侧转移，第17师及独立支队尾敌援军跟进。刘、邓指挥部也由黄碾前移到中村实施指挥。
10月2日，伏击的八路军主力与彭毓斌部援军在屯留西北的王家渠、白龙坡至井道上一线开始发生接触。八路军从正面继续诱敌前进，从两翼向敌两侧迂回，由尾敌前进的第17师和独立支队向南展开攻击，把彭毓斌部援军四面合围敌于老爷山、西洼、磨盘垴至榆林地区。阎军利用山地构筑工事，恃其火力顽抗，而我军力求割裂敌人，各个歼灭，避强击弱，充分发挥夜间战斗特长。白天组织兵力、火器抗击敌人的反扑，疲惫敌人，夜间则利用现有武器，以手榴弹、刺刀向敌占各要地实施突击。战斗后判明被围之援军实为“阎锡山的第七集团军副总司令彭毓斌率领的二十三军、八十三军、山西军杨诚部队改编的山西省防军第三军等共8个师，附2个炮兵团，由胡三余兼炮兵司令，兵力为2万人。被围援军与打援的八路军兵力相当，为此刘邓作出调整，从围长治城的部队1万人中抽出6000人投入打援战斗。10月2日太岳纵队命令决死第1旅第57、第25团在10月4日凌晨前秘密撤离长治北关迅速北上。史泽波获知南下援军被阻，攻长治城的力度渐弱，为了尽快与援军会合，10月3日上午，史泽波亲上城墙督战，动用约两个团的兵力对长治北关的太岳第25团前沿阵地发动了反扑，战至午后八路军北关前沿阵地被突破，晋军抢占了北关至捉马村交通线上的院落和制高点，切断了北关八路军部队与后方的联系和补给。太岳第57团以残余兵力编为3个突击队，于3日黄昏突击北关阎军，第25团从南夹击，阎军暂37师退回城内。10月3日午夜，决一旅和冀南部队撤离长治城外围兼程北上；由屯留县大队和太行石志本支队监视长治城。
10月3日，陈赓进驻老爷岭下，观察老爷岭及其周围的地形，并下达了当晚发动进攻的命令。陈赓指示担任主攻的楚大明：“不要进攻老爷岭正面，而应迂回攻占老爷岭侧后东北之高地，断敌之水源，造成敌人的恐慌，为正式攻取创造条件。但是，你要想到，这种打法是有危险的。在我占领该高地之后，可能受到老爷岭及其东北之敌的夹击，没有充分的思想准备可不行。”陈赓安排刘忠同时组织对老爷岭的佯攻，以策应主攻的楚大明。当晚，楚大明带领第二十团顺利地夺取该高地，切断了山上守敌和其北面主力的联系，并占领了北山水源。此举使整个打援战局发生了变化，八路军由强攻转为围困，极大地动摇了彭部。10月4日，老爷岭之晋军为摆脱困境，拼死向第二十团发动猛烈进攻，遭火力严重杀伤。 
彭毓斌部援军经过几昼夜战斗，被歼一部，余部步步收缩，猬集于磨盘垴、老爷山、关上地区，范围越来越小。经遭几次歼灭性打击，缺粮断水，饥饿疲惫，伤亡惨重，指挥军官之间互相埋怨，军心动摇。为了达到迅速全歼敌援军的目的，刘、邓决定调动敌人离开制高点，以便于在运动中加以歼灭，有意在包围圈的北面放开缺口。并指示围困长治的冀南纵队主力北上打援时，有意在白天暴露，以威震敌胆，以加速敌军动摇，促其突围。10月5日，陈赓下令猛攻老爷岭，战至10月6日凌晨，迫敌于当夜放弃主峰，老爷岭即被占领。决一旅从长治赶到打援战场时，奉命配合太行部队攻打磨盘垴。10月5日黄昏，陈赓司令员同王近山副司令员上老爷岭观察地形，发现阎军即将开始向沁县方面逃跑。在同刘邓的电话打不通情况下，陈赓当机立断，一面派彭克跑步去太行部队指挥所用电话报告刘邓，并请太行部队出击；一面命令刘忠、楚大明率二十团立即出发，于逃敌之前赶到虒亭一线构筑工事进行堵截，令第二团和独立团迅速跟进。陈赓特别强调：“要争取时间，不准中途出击。” 接着，陈赓又打电话给李成芳同志，指示“敌人已经逃跑，太行部队被磨盘垴挡住，不可能早于我们发现这个情况，我已派刘忠、楚大明率二十团去堵了，你现在赶快带决一旅沿公路两侧山路向虒亭方向前进。我们一定要有全局观念，只要我们能把逃敌堵住，让太行部队抓俘虏，就能全歼敌人。时间紧迫，你只管带着队伍走，我来替你作动员。”陈赓带领纵队机关工作人员，给北上迂回阻截的部队做作战目的动员，“这次阻截的意图必须让部队都知道。因为要是有人被那么多好的装备、牲口所吸引，为了捞一把而不顾大局，中途出击敌人，可就误大事了。”陈赓蹲到一个小土坎上，对坡下赶路的部队喊：“跑到敌人前面就是胜利!没有李（成芳）旅长的命令，谁也不准出击，不准抓俘虏!”陈赓叫住第三十八团第一营营长张廷智，要求张营长重复一遍刚才讲话的内容，叮嘱其一定要按这个要求掌握部队。由于彭部援军是原地向后转，辎重、后勤、炮兵走在前面，行动缓慢，而陈赓派出的迂回阻截的部队是轻装，速度快，冒小雨抄小路强行军一夜后，于10月6日拂晓先敌抢占了虒亭以北公路东面的土落村之南制高点，抢构防御工事，堵住了敌人的退路。楚大明的第二十团和公路西侧的第二团、独立团和决一旅第二十五团的阵地组成火力网，居高临下、以逸待劳。彭部援军把战斗部队从后队调到前面，由行军队形再变成战斗攻击队形，需要不少时间。随后向太岳二十团阵地冲击八次，展开白刃战未能突破。太行、冀南部队沿虒屯公路两侧平行追击，猛烈穿插。阎军溃不成军，纷纷缴械投降；其余四处逃散之敌，被民兵和群众奋起捕捉。围歼援军的最后歼灭战，只打了一天时间。至10月6日傍晚战斗结束，除2000余突围先头部队于10月7日被太岳第57团穷追至沁县外，其余全部被歼灭。副总指挥兼炮兵司令胡三余、第八十三军暂49师师长张宏、第66师师长李佩鹧、第二十三军第46师师长郭溶、炮23团团长侯殿盛等10余名将领被俘。彭毓斌换装后混夹在士兵中逃亡，最后走投无路，在一片高粱地里自戕或阵亡，但始终是活不见人，死不见尸，无确切下落。
阎锡山遂急令史泽波率部从长治突围。史泽波回忆，阎锡山“是时即电我，撤出长治速回临汾。我请缓期行动，后电速照前电指示施行。当即召集部队长研究。我说: ‘放弃上党恐怕是个完，不放弃也是完，因为我们未接收日寇的一粒弹药，随身带的能用几时？说放弃吧，一则士气不好，二则抱着个逃生心理，但方案已定，我们要鼓舞士气，确实掌握部队，死里逃生’。”10月7日夜至8日凌晨冒着大雨，史泽波率部弃城突围南逃，按来路返回，并分左右两翼，史泽波在右翼，靠南的左翼周建祉后突围成功。刘邓命令攻长治部队尾追，太岳部队取捷径兜击。10月9日凌晨，太岳57团还在打扫战场、收拢部队回撤途中，接到太岳纵队命令以最快速度经张店回追，争取在沁河以东的东、西峪或佛庙岭一带与兄弟部队一道截住长治逃敌；从沁县附近出发，经屯留、长子、沁水，连续三天三夜，行程五百余里，才在沁水县青龙岭附近追上。史泽波部在沁水东岸被八路军拦截围困。10月12日午后发起总攻，史泽波被俘。10月14日于浮山东南的隆化又追歼千余人。
10月9日，根据中央军委关于编组超地方性正规兵团的指示，太行纵队在山西省襄垣县虒亭镇整编为晋冀鲁豫军区第三纵队。司令员陈锡联，政委彭涛，副司令员兼参谋长曾绍山，副政委阎红彦，政治部主任卢仁灿。
- 第7旅：太行纵队第四支队改编。七六九团、五十一团、朱德警卫团分别改为十九团、二十团、二十一团。
- 第8旅：太行纵队第三支队改编。十四团、三十四团（一二九师特务团）、三十团分别改为二十二团、二十三团、二十四团。
- 第9旅：太行纵队第三支队第十三团、三十一团、太行七分区四十三团分别改为二十五团、二十六团、二十七团。旅长郑国仲，政委秦传厚，参谋长宋光。

## 战果

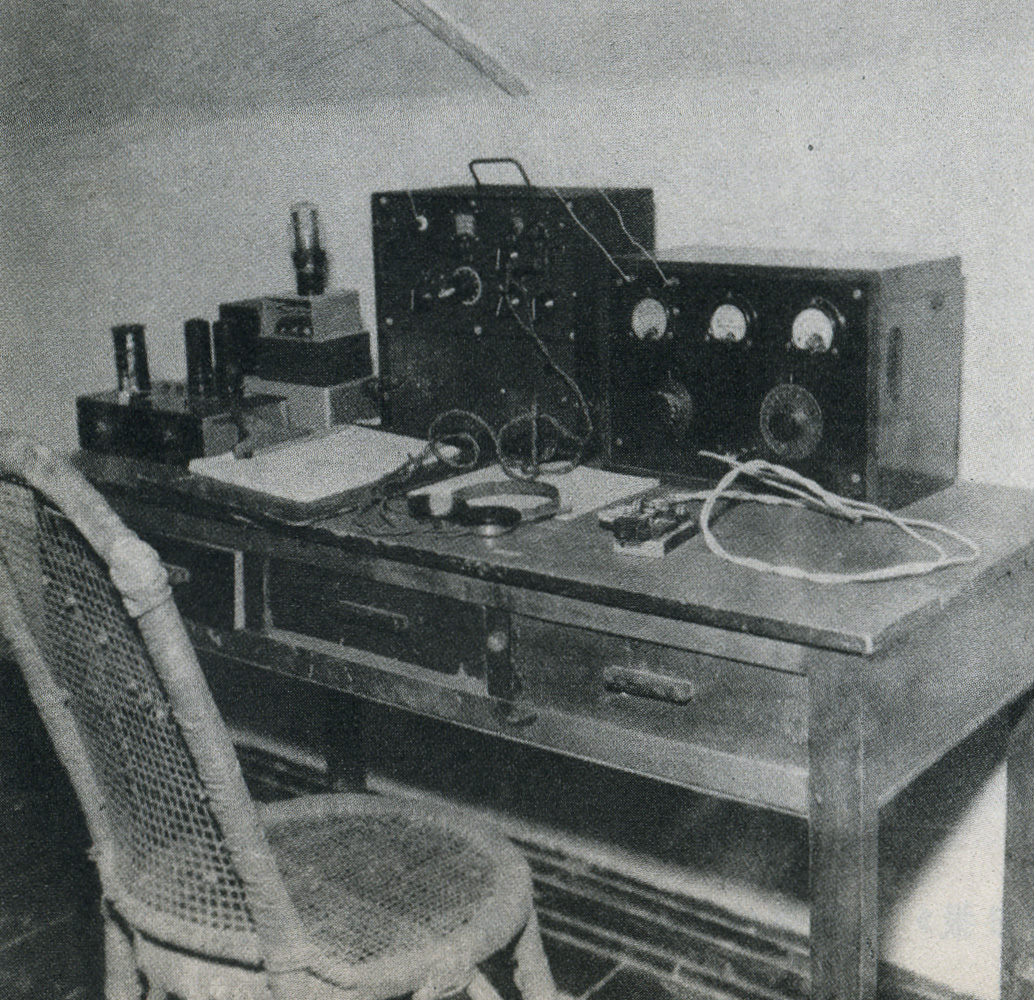
毛泽东在重庆利用中共中央南方局机要电台指挥上党战役，边谈边打

10月12日战役结束，据台湾档案（编号1.4.1.1-1 ）,国军损失一万五千余人。中共声称晉军共3.5万人被殲，損失山炮24门，机枪2000余挺，各种枪1.6万余支，国民革命軍第七集团军副总司令彭毓斌自戕戰死，第八集团军副总司令兼第十九军军长史泽波、10余名师长副师长以下3.1万人被俘。上党战役中被歼灭的阎锡山部队占其总兵力的三分之一。
上党战役使得阎锡山损失11个师；阎军总共约10万人，此战损失了三分之一，对於阎部是沉重打击。国民政府军事委员会军令部长徐永昌1945年11月27日的日记中评述此战：“盖三分之一力量已为共军摧毁矣。”上党战役后，第二十三军、第八十三军两军撤销，余部分别编为第68师、暂编第37师，编入重建的第十九军。1945年10月第二十三军军长许鸿林任第十九军军长。上党战役后，被俘的29名将级军官被编入太行军区“解放军官教导团”（团长兼党委书记王百评即魏梦龄）将官队，先后在山西潞城马厂、石梁、南马和黎城东西长垣、东西黄须、霞庄、庄头、靳家街等村，后转移到河北省武安县伯延村晋冀鲁豫军区参议室、涉县的晋冀鲁豫军区高参室等地。1945年11月初，李洲和白映蟾等4人被送回太原。1946年9、10月间，翟品三、张襄国（师政治主任）、张西主（师参谋长）、戴吉征（戴树章，军参谋处长）参加八路军，其参加革命时间自被解放之日（即被俘之日）算起，按起义人员待遇。被俘的史泽波、胡三余、杨文彩、郭天辛、李佩膺、郭溶等于1947年6月被释放送回太原，1948年阎锡山把放归人员首先“返部干部训练团”（简称“返干团”）“自白转生”、审查刺字，再编成雪耻战斗团，任命史泽波为总指挥，胡三余任副总指挥，白瑞珍任参谋长：一团团长杨文彩，二团团长郭天辛，三团团长李佩膺，四团团长陈启时，五团团长刘谦（原属赵承绶骑兵军），六团团长王维桢。
对于中共，上党战役消除了其晋冀鲁豫边区面臨的直接威胁，而且使其在重庆谈判中佔有了更有利的局面。从此，中共的晋冀鲁豫边区日益巩固，成为后来中共攻取全国的重要基地，为后来设立中共中央华北局和中华人民共和国定都北京奠定了初步条件。
国军估计“是役匪伤亡万余”。中共声称八路军伤亡约四千人，其中，攻占6座县城伤亡二千，打援伤亡二千，牺牲约八百人。
阎锡山失去第19军后，已经無力獨自守禦山西，10月26日，阎锡山从太原飞往重庆，在重庆停留了近一个月，到11月22日才回太原。不得不请求中央军进驻山西运城，从而结束了阎锡山自民国初年独自統治山西接近長達40年的割据局面。